# Siemiatycze
Siemiatycze (in bielorusso Сямятычы - miasto i gmina w województwie podlaskim) è una città polacca del distretto di Siemiatycze nel voivodato della Podlachia.
Ricopre una superficie di 36,25 km² e nel 2006 contava 15 169 abitanti.